# Атамкулов, Мади Бакирович
Мади Бакирович Атамкулов (каз. Мәди Бәкірұлы Атамқұлов; род. 27 ноября 1974, Узун-Агач, Алма-Атинская область, Казахская ССР, СССР) — казахстанский дипломат. Чрезвычайный и Полномочный Посол Казахстана в Сербии (с 2021 года).

## Биография
Родился 27 ноября 1974 года в селе Узун-Агач Алма-Атинской области. Старший брат Бейбут Бакирович Атамкулов — государственный деятель и дипломат, занимал должности акима Южно-Казахстанской области, министра оборонной и аэрокосмической промышленности Казахстана, министра иностранных дел Казахстана, министра индустрии и инфраструктурного развития Казахстана.
Окончил Казахский национальный технический университет имени К. И. Сатпаева, магистратуру Академии государственного управления при Президенте Республики Казахстан.
Работал на разных должностях в негосударственном секторе.
В 2003 году начал работать на дипломатической службе первым секретарём Комитета по делам СНГ Министерства иностранных дел Казахстана (МИД РК).
2006—2010 гг. — начальник отдела службы государственного протокола МИД РК.
2010—2014 гг. — шеф службы государственного протокола МИД РК.
2014—2015 гг. — заместитель руководителя аппарата по международным вопросам Сената Парламента Казахстана.
2015—2021 гг. — шеф протокола президента Республики Казахстан.
С 2 июля 2021 года — Чрезвычайный и Полномочный Посол Республики Казахстан в Республике Сербия.